# Kanton Moncontour (Vienne)
Der Kanton Moncontour war bis 2015 ein französischer Wahlkreis im Arrondissement Châtellerault, im Département Vienne und in der Region Poitou-Charentes; sein Hauptort war Moncontour. Sein Vertreter im Generalrat des Départements war zuletzt von 2004 bis 2015 Edouard Renaud (UDI). 

## Geografie
Der Kanton lag im Nordwesten des Départements Vienne. Im Westen grenzt er an das Département Deux-Sèvres, im Norden an den Kanton Loudun, im Osten an den Kanton Monts-sur-Guesnes und im Süden an den Kanton Mirebeau. Er lag im Mittel 92 Meter über dem Meeresspiegel, zwischen 51 m in Moncontour und 142 m in Craon. 

## Gemeinden
Der Kanton umfasste zehn Gemeinden:
| Gemeinde             | Einwohner Jahr | Fläche km² | Bevölkerungsdichte | Postleitzahl | Code INSEE |
| -------------------- | -------------- | ---------- | ------------------ | ------------ | ---------- |
| Angliers             | 642 (2013)     | –          | – Einw./km²        | 86330        | 86005      |
| Aulnay               | 101 (2013)     | –          | – Einw./km²        | 86330        | 86013      |
| La Chaussée          | 195 (2013)     | –          | – Einw./km²        | 86330        | 86069      |
| Craon                | 188 (2013)     | –          | – Einw./km²        | 86110        | 86087      |
| La Grimaudière       | 376 (2013)     | –          | – Einw./km²        | 86330        | 86108      |
| Martaizé             | 394 (2013)     | –          | – Einw./km²        | 86330        | 86149      |
| Mazeuil              | 217 (2013)     | –          | – Einw./km²        | 86110        | 86154      |
| Moncontour           | 975 (2013)     | –          | – Einw./km²        | 86330        | 86161      |
| Saint-Clair          | 203 (2013)     | –          | – Einw./km²        | 86330        | 86218      |
| Saint-Jean-de-Sauves | 1353 (2013)    | –          | – Einw./km²        | 86330        | 86225      |

## Bevölkerungsentwicklung
| 1962  | 1968  | 1975  | 1982  | 1990  | 1999  | 2006  |
| ----- | ----- | ----- | ----- | ----- | ----- | ----- |
| 6.401 | 5.792 | 5.330 | 5.132 | 4.914 | 4.681 | 4.658 |